# Hans-Jürgen Stumpff
Hans-Jürgen Stumpff (Kolberg, 15 de junio de 1889 - Fráncfort del Meno, 9 de marzo de 1968) fue un general alemán de la Luftwaffe, de destacada participación durante la Segunda Guerra Mundial.

## Biografía
En el año 1907 Stumpff entró al ejército, alistándose en el Brandenburgisches Grenadierregiment Nr. 12 "Prinz Karl von Preußen", y promovido a teniente en 1908. Al estallar la Gran Guerra en 1914, Stumpff había alcanzado el grado de capitán y tras el fin de la contienda fue destinado al estado mayor del Ministerio de Defensa en la República de Weimar.
En setiembre de 1933, ya instalado el Tercer Reich, Stumpff fue destinado a la Luftwaffe, que aún era ilegal en Alemania entonces en virtud del Tratado de Versalles. Tras su refundación oficial por parte de Hitler, la Luftwaffe designó a Stumpff como teniente coronel y jefe de personal y luego como jefe de Estado Mayor entre junio de 1937 y enero de 1939, alcanzando en 1938 el grado de General der Flieger.
Al estallar la Segunda Guerra Mundial, Stumpff dirigió varias Luftflotten y el 19 de julio de 1940 fue promovido al grado de Generaloberst, recibiendo luego la Cruz de Caballero de la Cruz de Hierro. Hasta fines de 1943 Stumpff comandó la Luftflotte 5, destinada inicialmente a la Batalla de Inglaterra y estacionada en Noruega. 
En enero de 1944 Stumpff fue convocado para dirigir a la Luftwaffe en la campaña de Defensa del Reich contra los bombardeos aliados, cada vez más eficaces y destructores, en la cual no tuvo éxito debido a las intromisiones de Hitler y la creciente debilidad de la operatividad de la Luftwaffe. En mayo de 1945 Stumpff se hallaba en la ciudad de Flensburgo, donde había instalado un efímero "gobierno" el almirante Karl Dönitz. Precisamente por orden de Dönitz y en representación de la Luftwaffe, Stumpff participó en la firma de la capitulación final de la Alemania Nazi en Berlín el 8 de mayo de 1945.
Arrestado poco después junto con los demás miembros del Gobierno de Flensburgo, Stumpff fue prisionero de los británicos hasta 1947, y murió en Fráncfort del Meno en 1968.